# Esteve Prat
Esteve Prat (?) fou mestre de capella de Santa Maria de Castelló d’Empúries entre 1730 i 1760.
Prat succeí a Ramon Carreres, el primer mestre de capella de Santa Maria l’any 1730. Ell hagué de renunciar al benefici de Sant Francesc de Torroella de Montgrí que posseïa des del 1717, per renuncia de l'organista de Figueres, Pau Ribes.
Prat finà la tardor de 1760 i Pau Soldevila el rellevà en el càrrec.